# Schwarze Wand
Schwarze Wand (dříve Krystallkopf, 3503 m n. m.) je hora ve Vysokých Taurách v Rakousku. Nachází se ve skupině Venedigeru na území spolkové země Tyrolsko. Leží v hřebeni Mittleren Tauernhauptkamm v části Hohes Gletscherdach. Schwarze Wand sousedí na jihozápadě s Rainerhornem (3559 m), na jihovýchodě s Hoher Zaunem (3451 m). Na jižních svazích hory se rozkládá ledovec Inneres Mullwitzkees, na severních ledovec Schlatenkees.
První výstup na vrchol uskutečnili v roce 1864 Robert von Lendenfeld, Urban Steiner a Balthasar Ploner.
Nejsnazší výstupová cesta na vrchol vede od chaty Defreggerhaus (2963 m) přes hřeben Mullwitzaderl do sedla Schwarz-Wand-Törl (3465 m) a dále jihozápadním hřebenem na vrchol (ve výstupu 2 h).